# Glossar
Ein Glossar ist ein spezielles Wörterverzeichnis, in dem erläuterungsbedürftige Wörter bzw. Begriffe erklärt werden. Ein Glossar dient somit der Wort- bzw. Begriffserklärung. Ein Glossar kann als Anhang (Addendum) in ein Werk eingefügt sein oder eine eigenständige Schrift sein.
Glossare waren ursprünglich Sammlungen von Glossen (Erläuterungen) in alten Handschriften. Vor allem für diese alten Glossare wird auch die ältere Wortform Glossarium verwendet (Plural Glossarien; lateinisch glossarium, von altgriechisch glōssarion, zu glōssa „Zunge, Sprache“). In den Glossaren der Antike und des Mittelalters wurden schwer verständliche Wörter erläutert oder fremde Wörter übersetzt.
Früher wurden auch ganze Wörterbücher als Glossarium bezeichnet. Ein Beispiel ist das Allgemeine deutsche Glossarium aus dem 18. Jahrhundert.

## Geschichte
Glossare wurden in der Antike und im Mittelalter von sogenannten Glossographen („Glossenschreibern“) als Sammlungen von Glossen zu erläuterungsbedürftigen Wörtern (Archaismen, Dialektwörter, Fremdwörter) für das Grammatikstudium und als Hilfsmittel für die Erklärung von Texten (wie Homers und der Bibel) erstellt. Seit spätantiker Zeit entstanden außerdem zweisprachige, griechisch-lateinische und lateinisch-griechische Glossare, die der Vermittlung der jeweils fremden Sprache dienten, und im lateinischen Mittelalter dann den Anknüpfungspunkt für die Entstehung lateinisch-volkssprachlicher Glossare bildeten (Abrogans, Affatim-Glossar).
Als lexikografisches Genre bilden die ein- und zweisprachigen Glossare eine Vorstufe für die auf vollständige Erfassung eines Wortschatzes angelegten Wörterbücher, von denen noch im 18. Jahrhundert das bis heute grundlegende Lexikon des Vulgär- und Mittellateinischen von Charles Du Cange als Glossarium ad scriptores mediae et infimae latinitatis (1. Ausgabe Paris 1678) betitelt wurde. Die Glossare der Antike und Spätantike bedienten sich bereits häufig des Verfahrens der Etymologie, die ein Wort oder dessen Bestandteile aus Homöophonen (= ähnlich klingenden Wörtern) abzuleiten sucht, um derart nicht nur die Herkunft des Wortes, sondern auch die wesentlichen Eigenschaften der bezeichneten Sache aufzudecken. Sie boten darum neben primär sprachlichen vielfach auch einen hohen Anteil an sachlichen Erklärungen, durch den sie zu einer Vorstufe der Enzyklopädien wurden. So ist die für das Mittelalter wirkungsmächtigste Enzyklopädie, die Etymologiae von Isidor von Sevilla, unter anderem auch aus spätantiken Glossaren kompiliert.
In der Neuzeit ist ein Glossar im Bereich der Philologie und Editionstechnik meist eine Liste von Wörtern mit sprachlichen Erklärungen, die den Wortschatz eines edierten Textes erschließt und in der Regel im Anhang zu diesem Text abgedruckt wird. Ein fachsprachliches oder technisches Glossar listet die Terminologie einer Fachsprache oder eines technischen Sachgebietes mit Definitionen auf, die den richtigen Gebrauch dieser Fachausdrücke und deren eindeutiges Verständnis sichern sollen. Derartige Glossare werden häufig mit Hilfe einer Terminologiedatenbank erstellt.

## Weiterführende Literatur
- Hans-Rudolf Fehlmann: Hochmittelalterliche Heilpflanzenglossare. In: Gundolf Keil (Hrsg.): „gelêrter der arzeniê, ouch apotêker“. Beiträge zur Wissenschaftsgeschichte. Festschrift zum 70. Geburtstag von Willem F. Daems. Horst Wellm Verlag, Pattensen/Hannover 1982 (= Würzburger medizinhistorische Forschungen. Band 24), ISBN 3-921456-35-5, S. 387–401.
- Ulrich Bröckling, Susanne Krasmann, Thomas Lemke (Hrsg.): Glossar der Gegenwart (edition suhrkamp), Berlin 2004
- Agnieszka Dzierzbicka, Alfred Schirlbauer (Hrsg.): Pädagogisches Glossar der Gegenwart: Von Autonomie bis Wissensmanagement, Wien: Löcker, 2. erweiterte Auflage 2008
- Nadine Marquardt und Verena Schreiber (Hrsg.): Ortsregister: Ein Glossar zu Räumen der Gegenwart, transcript, Bielefeld 2012
- Ulrich Bröckling, Susanne Krasmann, Thomas Lemke (Hrsg.): Glossar der Gegenwart 2.0: Von »Achtsamkeit« bis »Virus« – Überblick über zentrale gesellschaftliche und politische Begriffe unserer Gegenwart (edition suhrkamp), Berlin 2024